# قیفی‌گل‌ها
قیفی‌گل‌ها (به انگلیسی: Strobilanthes) به سرده‌ای متشکل از ۲۵۰ گونه از گیاهان گلدار در تیرهٔ پاخرسیان، بیشتر گونه‌های بومی مدارگان و ماداگاسکار است که البته برخی گونه‌های آن در مناطق معتدل آسیا در شمال نیز دارای پراکندگی هستند که به خاطر برگ‌های رنگارنگ و گل‌های زینتی‌شان شناخته می‌شوند. این گیاهان بومی مناطق گرمسیری و نیمه‌گرمسیری آسیا، آفریقا و ماداگاسکار هستند و تنوع زیادی در شکل، اندازه و رنگ برگ‌ها و گل‌ها دارند. بعضی از گونه‌های قیفی‌گل‌ها به عنوان گیاهان زینتی در باغ‌ها و فضای سبز کاشته می‌شوند و به دلیل نیازهای نوری و رطوبتی خاص، به مراقبت ویژه‌ای نیاز دارند. این گیاهان معمولاً در مناطق سایه‌دار و مرطوب رشد می‌کنند و به آبیاری منظم نیاز دارند. برخی از گونه‌های قیفی‌گل‌ها به صورت یکساله یا دوسالانه رشد می‌کنند و پس از گلدهی از بین می‌روند، در حالی که برخی دیگر چندساله هستند و می‌توانند برای سال‌ها در باغ باقی بمانند. 
یکی از گونه‌های محبوب قیفی‌گل‌ها، سپر پارسی (Strobilanthes dyerianus) است که به خاطر برگ‌های بنفش و براقش معروف است. این گیاه به نور غیرمستقیم و رطوبت بالا نیاز دارد و می‌تواند به عنوان یک گیاه آپارتمانی یا در فضای سبز در مناطق گرمسیری کاشته شود. 
قیفی‌گل‌ها علاوه بر زیبایی، در برخی مناطق به عنوان گیاهان دارویی نیز استفاده می‌شوند. برگ‌ها و گل‌های برخی گونه‌ها دارای خواص ضد التهابی، ضد باکتریایی و ضد قارچی هستند و در طب سنتی برای درمان بیماری‌های مختلف استفاده می‌شوند. 
ریشهٔ واژهٔ Strobilanthes از دو کلمه یونانی گرفته شده است:
strobilos به معنی قیف و مخروط
anthos به معنی گل
این نام به شکل گل‌آذین این گیاه اشاره دارد که شبیه قیف است.